# Regia Transport Electric Chișinău

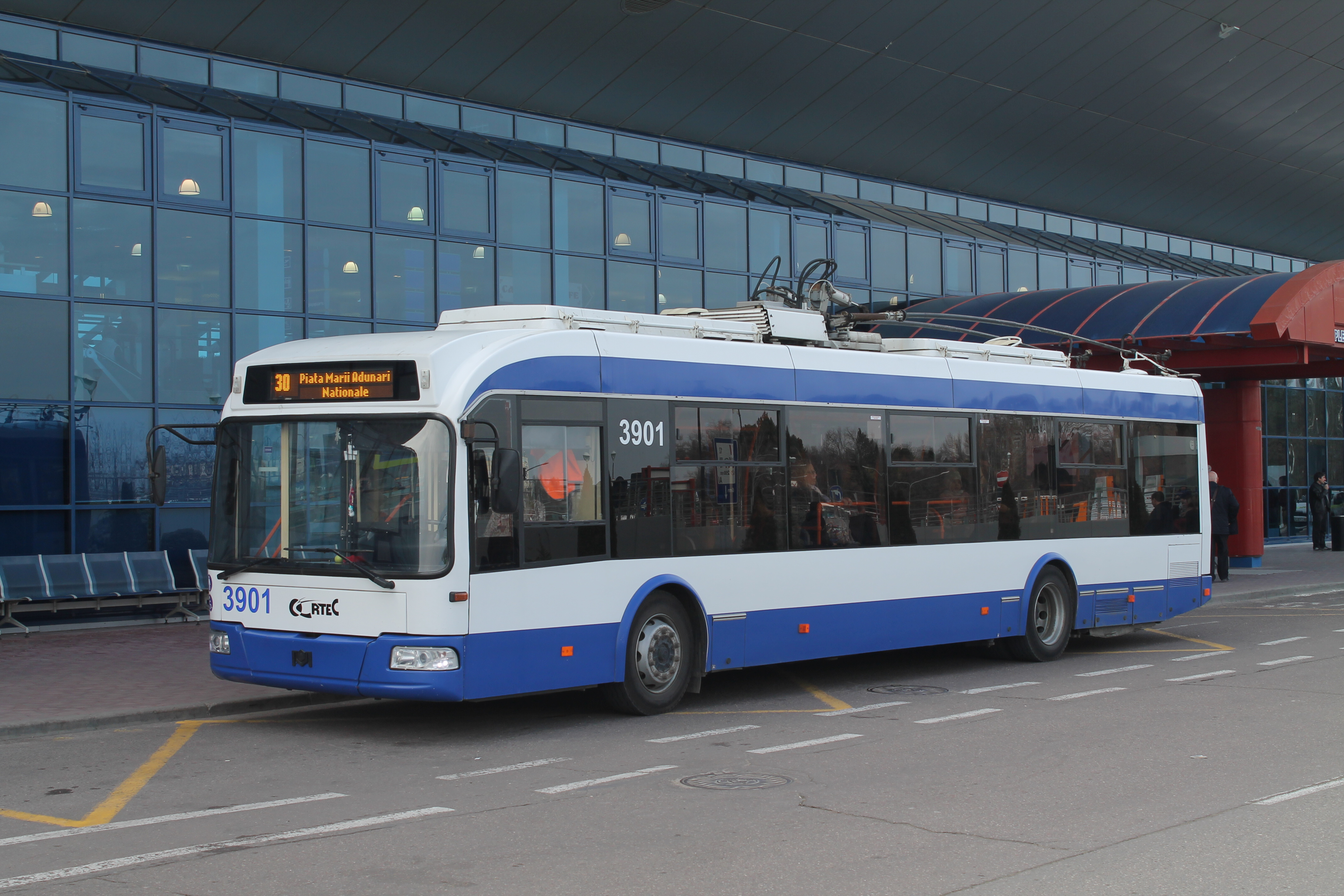
Troleibuz AKSM-321 pe traseul 30

Regia Transport Electric Chișinău (RTEC) este operatorul municipal care gestionează sistemul și „parcul” de troleibuze din capitala Republicii Moldova, orașul Chișinău. RTEC una din cele mai mari întreprinderi de transport din Republica Moldova, care are în componența sa trei parcuri de troleibuze, serviciul rețele electrice, ateliere de reparație și asamblare a troleibuzelor, serviciul de circulație și alte 10 servicii și subdiviziuni. Directorul general este Dorin Ciornii.
Sistemul a fost creat la scurt timp după sfârșitul celui de-al doilea război mondial pentru a înlocui vechiul sistem de tramvaie care a fost puternic afectat în timpul războiului. Împreună cu rețeaua de microbuze cunoscute sub numele de rutiere, sistemul de troleibuze constituie „coloana vertebrală” a sistemului de transport din Chișinău, având o medie zilnică de până la 250.000 de pasageri/zi.

## Istoric

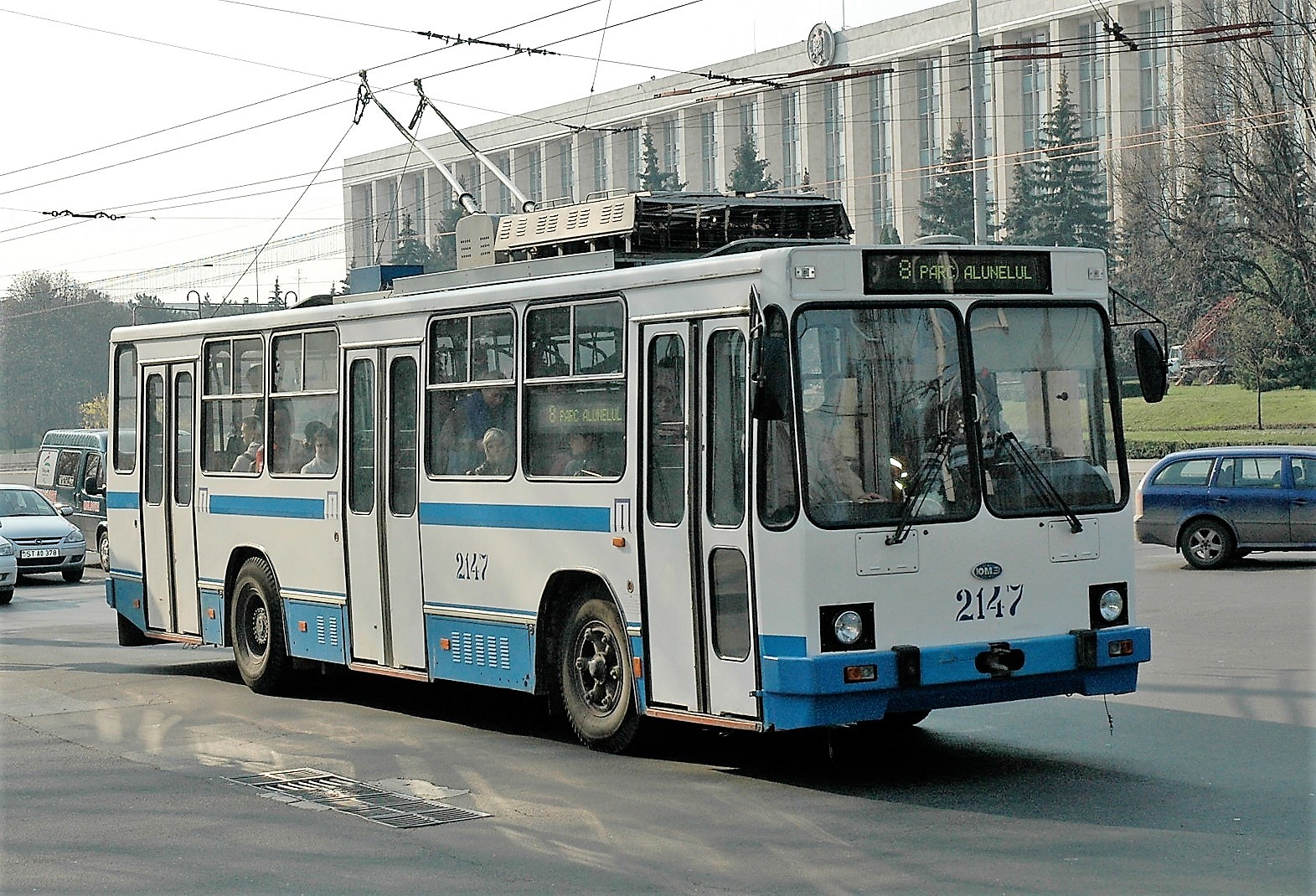
Troleibuz YuMZ T2 pe traseul 8 (2009)

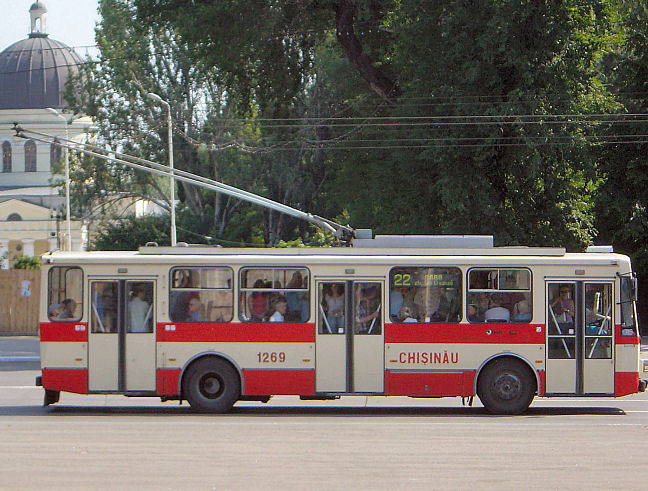
Troleibuz de model Škoda 14Tr, lângă Catedrala Mitropolitană (anul 2006)

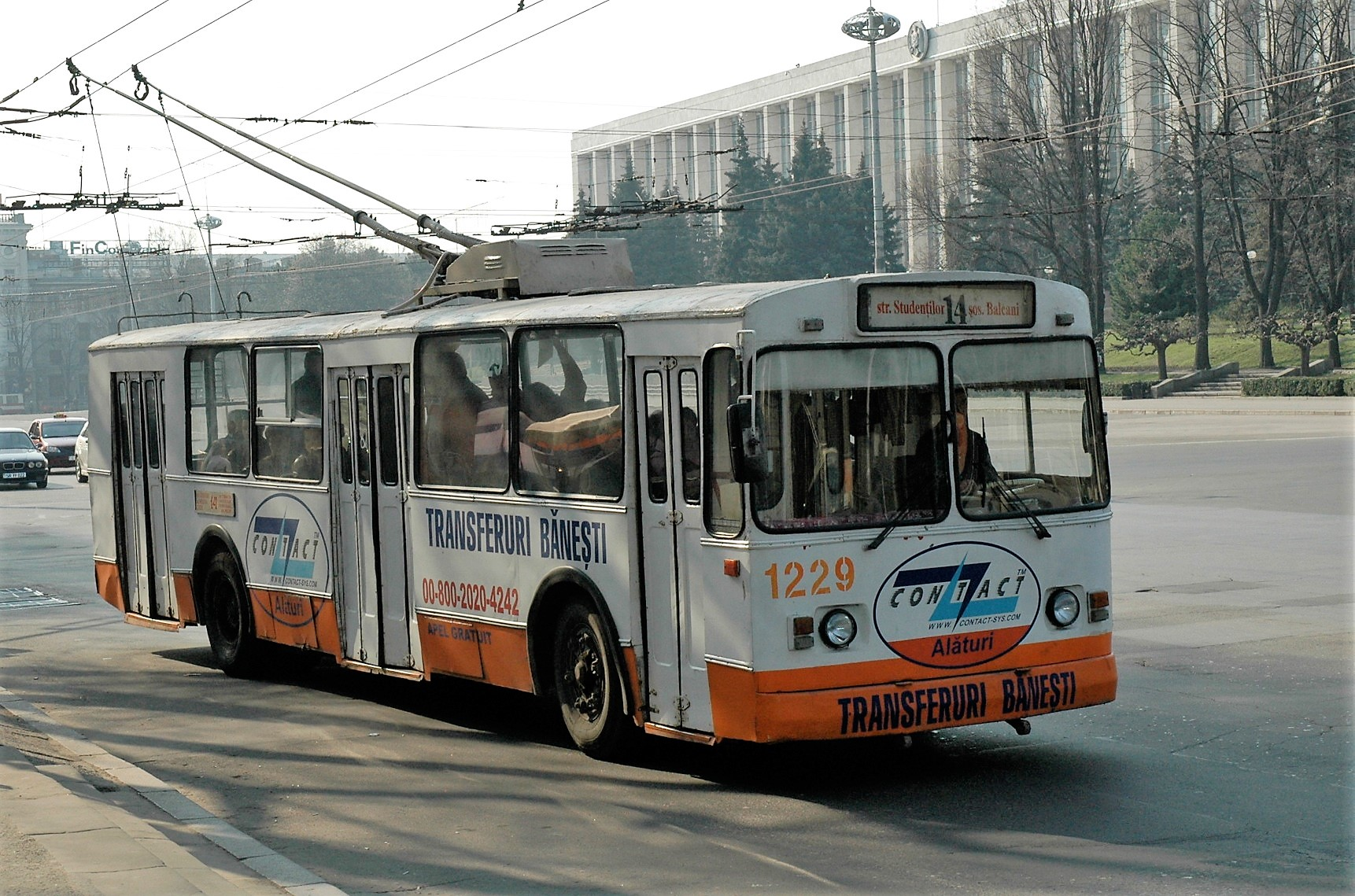
Troleibuz ZiU-9 pe linia 14 (2009)

ÎM „Regia Transport Electric” a început activitatea în 1889. Troleibuzele au apărut pe străzile orașului Chișinău în anul 1949, când Sovietul orășenesc decide introducerea cu scop de substituire a rețelei de tramvaie, puternic deteriorată în timpul celui de-al doilea război mondial și care putea fi reconstruită numai într-o măsură limitată. Prima linie de troleibuz, lega Gara Chișinău cu Universitatea de Medicină de-a lungul actualului bulevard Ștefan cel Mare, fiind deservită de șase unități MTB-82d. În 1959, depoul de tramvaie a fost transferat sistemului de troleibuze care cuprindea peste 50 de unități la acea dată, iar în 1961 troleibuzele au înlocuit complet tramvaiele.
În 1994-1995 au fost achiziționate 7 troleibuze cu troleibuze model ZiU-683V01⁠(d), după care în 1996 au mai fost cumpărate 4 troleibuze model IuMZ T1⁠(d). În același an, parcul de troleibuze a fost completat cu 9 troleibuze model Škoda 14Tr, în 2001-2004 fiind achiziționate încă 30 de troleibuze de acest model. În 2005 au fost aduse 2 troleibuze model AKSM-213⁠(d) și 1 troleibuz model AKSM-32102⁠(d). În 2006 pe străzile Chișinăului au apărut 20 de troleibuze model IuMZ T2⁠(d) și 1 troleibuz model ZiU-682G-016.03⁠(d). În 2007 au fost procurate 2 troleibuze model VMZ-5298-20⁠(d) și 1 troleibuz model VMZ-5298.00 (VMZ-375). În 2011 au fost achiziționate 103 de troleibuze model AKSM-321⁠(d), iar în 2012-2015 au mai fost aduse 65 de troleibuze de același model. În 2015-2017 au fost achiziționate 35 de troleibuze model AKSM-62321 M2. 5 troleibuze model BKM-6232100DM3 (cu posibilitatea de a circula fără fir) au venit în 2016.  
Astăzi la Regia Transport Electric activează circa 2500 de angajați, exercitînd peste 90 profesii complexe.   
În gestiunea întreprinderii  sunt 371 unități de troleibuze.  ÎM ”RTE” deservește 32 rute de troleibuze cu numărul de emitere în orele de vârf - 311 unități. Zilnic, cu troleibuzul se transportă circa 380-400 mii călători. Parcursul anual efectuat de  troleibuze constituie circa 20,0 mln.km.  Rețeaua de contact a troleibuzelor are o lungime de 285 km în 2 fire, 42 substații de tracțiune cu putere totală de 80 MgW și 510 km de cabluri subterane cu tensiune înaltă și joasă. Din cadrul întreprinderii au fost reprofilate încăperile existente a Atelierelor de Reparație Mecanică, în sector de asamblare a troleibuzelor de tip ACSM-321, totodată fiind înzestrate cu utilaj tehnologic.   
Au fost confecționate 237 troleibuze noi, cu podea joasă, care corespund standardelor europene contemporane, dintre care 26 troleibuze cu propulsare autonomă. S-a micșorat consumul de energie electrică la un km de parcurs în indici naturali de la 2,48 kwt/km la 1,91 kwt/km.

## Linii
Sistemul de troleibuze este constituit din 32 de linii, dintre care 9 linii sunt fără fir, și care acoperă parțial orașul (inclusiv suburbiile Durlești, Stăuceni, Trușeni și Bubuieci), printre care și o localitate din afara mun. Chișinău (or. Ialoveni).
| Linie | Rută | Specificații                                                        |
| 01    | or. Durlești (Uzina „Aschim”) – str. Sarmizegetusa                                                                                               | conexiune cu Gara feroviară                                         |
| 02    | bd. Traian – str. Aleksandr Pușkin | rută circulară                                                      |
| 03    | str. Alba-Iulia (șos. Balcani) – str. Miorița |                                                                     |
| 04    | bd. Dacia (Grădina Botanică) – str. Constituției                                                                                                 | conexiune cu Gara feroviară                                         |
| 05    | Parcul de troleibuze nr. 2 – str. Bariera Sculeni                                                                                                | conexiune cu Gara feroviară                                         |
| 07    | str. Uzinelor (Asociația „Beton Armat”) – str. Alexei Mateevici (Universitatea de Stat)                                                          |                                                                     |
| 08    | bd. Traian – Parcul „La izvor” (Restaurantul „Butoiaș”)                                                                                          | conexiune cu Gara feroviară                                         |
| 09    | Gara Auto Sud-Vest (Schinoasa) – Gara Auto Nord                                                                                                  | conexiune cu Gara de Nord conexiune cu Gara de Sud                  |
| 10    | bd. Moscova (str. Studenților) – str. Miorița |                                                                     |
| 12    | bd. Mircea cel Bătrân (str. Profesor Ion Dumeniuc) – str. Alexei Mateevici (Universitatea de Stat)                                               | [ 5 ]                                                               |
| 13    | bd. Mircea cel Bătrân (str. Profesor Ion Dumeniuc) – str. V. Dokuceaev                                                                           | conexiune cu Gara de Nord                                           |
| 16    | str. Uzinelor (Asociația „Beton Armat”) – str. Alexei Mateevici (Universitatea de Stat)                                                          | rută fără fir; spre deosebire de ruta 7 circulă pe la Ciocana       |
| 17    | Gara Auto Sud-Vest (Schinoasa) – Gara feroviară (Gara)                                                                                           | conexiune cu Gara feroviară conexiune cu Gara de Sud                |
| 20    | Parcul de troleibuze nr. 2 – str. V. Dokuceaev                                                                                                   | conexiune cu Gara feroviară                                         |
| 21    | str. Meșterul Manole – str. Alba-Iulia (șos. Balcani)                                                                                            | conexiune cu Gara Visterniceni                                      |
| 22    | str. Alba-Iulia (șos. Balcani) – bd. Dacia (Grădina Botanică)                                                                                    |                                                                     |
| 23    | bd. Mircea cel Bătrân (str. Profesor Ion Dumeniuc) – parcul „La izvor” (Restaurantul „Butoiaș”)                                                  | conexiune cu Gara Visterniceni                                      |
| 24    | bd. Mircea cel Bătrân (str. Profesor Ion Dumeniuc) – str. Miorița                                                                                |                                                                     |
| 25    | str. Ceucari (Liceul „George Călinescu”) – str. Alexei Mateevici (Universitatea de Stat)                                                         |                                                                     |
| 26    | str. Ceucari (Liceul „George Călinescu”) – bd. Mircea cel Bătrân (str. Profesor Ion Dumeniuc)                                                    |                                                                     |
| 27    | str. Ceucari (Liceul „George Călinescu”) – str. Ion Creangă                                                                                      | conexiune cu Gara Visterniceni                                      |
| 28    | str. Ceucari (Liceul „George Călinescu”) – str. Burebista (Parcul de troleibuze nr. 2)                                                           | conexiune cu Gara feroviară                                         |
| 29    | Universitatea Agrară – Grădina Publică (Grădina Publică „Ștefan cel Mare și Sfânt”)                                                              | conexiune cu Gara Visterniceni                                      |
| 30    | Aeroportul (Aeroportul Internațional) – Piața Marii Adunări Naționale (str. Aleksandr Pușkin)                                                    | rută fără fir conexiune cu Aeroportul Internațional                 |
| 32    | str. Alexei Mateevici (Universitatea de Stat) – com. Stăuceni (str. Dumitru Matcovschi)                                                          | rută fără fir                                                       |
| 33    | str. Mihai Viteazul (Universitatea de Medicină) – or. Durlești (str. T. Vladimirescu, Centrul Comercial "Depo") – str. Alba-Iulia (șos. Balcani) | rută fără fir                                                       |
| 34    | str. Ciuflea (str. Tighina) – sat. Trușeni (sat. Trușeni, Centru)                                                                                | rută fără fir                                                       |
| 35    | str. Vasile Alecsandri – or. Durlești (Uzina „Aschim”)                                                                                           | rută fără fir rută circulară conexiune cu Gara de Sud               |
| 36    | or. Chișinău (bd. Ștefan cel Mare și Sfânt) – or. Ialoveni                                                                                       | rută fără fir conexiune cu Gara de Sud                              |
| 37    | bd. C. Negruzzi (Hotelul "Cosmos") – sat. Bubuieci (str. T. Bubuiog)                                                                             | rută fără fir conexiune cu Gara feroviară conexiune cu Gara de Nord |
| 38    | str. Alba-Iulia (șos. Balcani) – str. Burebista                                                                                                  | rută fără fir conexiune cu Gara feroviară                           |

## Vezi și
- Autobuze în Chișinău
- Rutieră
- Tramvaiul din Chișinău

## Legături externe
- Rutele de troleibuz din Chișinău Arhivat în 27 ianuarie 2023, la Wayback Machine.
- Pagina oficială de Facebook